# Kożwa
Kożwa (jęz. rosyjski – Ко́жва)  – osiedle typu miejskiego pod zarządem administracyjnym miasta Peczora w Republice Komi (Rosja). Według spisu ludności z 2017 r. liczba mieszkańców wynosiła 2606 osób.
Miejscowość znajduje się na lewym brzegu rzeki Peczora, na zachód od łańcucha górskiego gór Ural. Kożwa jest też nazwą rzeki wpadającej do rzeki Peczora.
W 1940  zaczęto tu sprowadzać osoby aresztowane na wschodnich terenach Polski zajętych przez ZSRR w 1939. 14 maja 1940 został wydzielony z Obozu Północnego Kolejowego (Siewżełdorłag) samodzielny Obóz Północnopeczorski (Siewpieczłag) z zadaniem budowy odcinka trasy kolejowej Kożwa – Workuta długości 457 km (potem więźniowie tego obozu budowali linie i bocznice kolejowe w Workucie i okolicach, w tym kolej do Chalmer-Ju).
W styczniu 1942 miasteczko zostało przejęte przez rebeliantów z gułagu, którzy byli zatrudnieni przy budowie linii kolejowej. Bunt rozpoczął się w łagpunkcie „Lesoried”, wchodzącym w skład kompleksu nowych łagrów Workuty w Republice Komi.